# مارك إيتون
مارك إيتون (بالإنجليزية: Mark Eaton)‏ (و. 1977  م) هو لاعب هوكي الجليد أمريكي، ولد في ويلمنتجون، ديلاوير، مركز لعبه هو مدافع ‏.

## التعليم
تعلم في جامعة نوتر دام.

## جوائز
حصل على جوائز منها:
- كأس ستانلي.

## روابط خارجية
- مارك إيتون على موقع دوري الهوكي الوطني (الإنجليزية)
- مارك إيتون على موقع EliteProspects.com (الإنجليزية)
- مارك إيتون على موقع HockeyDB.com (الإنجليزية)
- مارك إيتون على موقع Hockey-Reference.com (الإنجليزية)